# The Great Raid - Un pugno di eroi
The Great Raid - Un pugno di eroi (The Great Raid) è un film del 2005 diretto da John Dahl. 
Si tratta della trasposizione cinematografica del libro Soldati fantasma di Hampton Sides. Fornisce uno sfondo storico degli eventi che hanno portato al raid, resoconti dettagliati sulle condizioni del campo, l'eroica volontà di sopravvivere dei prigionieri, la pianificazione e la riuscita del salvataggio.

## Trama
La storia si svolge durante la seconda guerra mondiale, alla fine di gennaio 1945. L'azione è concentrata sul campo di prigionia di Cabanatuan, Filippine dove l'esercito imperiale giapponese teneva in custodia, da tre anni, 552 prigionieri di guerra (POW) statunitensi. I prigionieri, sopravvissuti alla marcia della morte di Bataan, avevano vissuto in condizioni deplorevoli, soffrendo la fame, torture, malattie tropicali e abusi da parte dei soldati giapponesi. Un massacro di 139 soldati americani, avvenuto il 14 dicembre 1944 vicino a Puerto Princesa, nella provincia filippina di Palawan, da parte dei soldati imperiali giapponesi, ha allertato i comandanti statunitensi del pericolo imminente di un altro omicidio di massa durante il ritiro dei giapponesi dalle Filippine. Il colonnello Henry Mucci, insieme a 133 giovani volontari del 6° U.S. Army Ranger, tra cui il capitano Prince, e con il supporto della resistenza locale (250 - 280 guerriglieri filippini), viene incaricato di intraprendere una pericolosa missione per liberare i prigionieri. Nel frattempo, il comandante giapponese della base aveva ordinato lo sterminio dei prigionieri, senza alcuna pietà.